# Distichophyllum nigricaule
Distichophyllum nigricaule är en bladmossart som beskrevs av Mitten, Roelof Benjamin van den Bosch och Sande Lacoste 1862. Distichophyllum nigricaule ingår i släktet Distichophyllum och familjen Hookeriaceae. Inga underarter finns listade i Catalogue of Life.